# Amt Duderstadt
Das Amt Duderstadt war ein historisches Verwaltungsgebiet des Königreichs Hannover.

## Geschichte
Das Amt wurde erst 1816 nach dem Anfall des früher kurmainzischen Untereichsfelds an das Königreich Hannover eingerichtet. Es bestand im Wesentlichen aus den elf Ratsdörfern und fünf Kirchspieldörfern („Kespeldörfer“), die die Stadt Duderstadt im 14. und 15. Jahrhundert erworben hatte. Die Stadt selbst war zwar Sitz des Amtes, im Übrigen jedoch amtsfrei. 1859 wurde das Amt Duderstadt aufgehoben und in das benachbarte Amt Gieboldehausen eingegliedert. Mit diesem ging es 1885 im neuen Kreis Duderstadt auf.

## Gemeinden
Dem Amt Duderstadt gehörten folgende Gemeinden an:
| - Breitenberg - Brochthausen - Desingerode - Esplingerode | - Fuhrbach - Gerblingerode - Hilkerode - Immingerode | - Langenhagen - Mingerode - Nesselröden - Obernfeld | - Seulingen - Tiftlingerode - Werxhausen - Westerode |

- Karte mit allen verlinkten Seiten:
- OSM |
- WikiMap

## Amtmänner
- 1818–1822: Ernst Friedrich Wilhelm Kramer, Oberamtmann
- 1823–1849: Johann Christoph Heinrich Hauss, Amtmann, ab 1844 Oberamtmann
- 1849–1852: Friedrich Christian von Marschalck, Amtsassessor (auftragsweise)
- 1853–1856: Georg Just Clemens von Finckh, Amtmann
- 1856–1857: Johann Philipp Adolf Schönian, Regierungsrat
- (1857) 1858–1859: Bernhard Rodewald, Amtmann